# 伊良湖水道
伊良湖水道（いらごすいどう）とは、愛知県田原市の伊良湖岬と三重県鳥羽市の神島の間にある水道の事をいう。太平洋と伊勢湾、三河湾をつないでいる。

## 航路
伊良湖渡合（いらごどあい）は利根川河口や阿波の鳴門とともに日本の海の三大難所とされた。
水道中央部には海上交通安全法で定められた伊良湖水道航路がある。幅約1,200m、長さ約3,900mの狭い航路であるが、名古屋港、四日市港、三河港など日本を代表する港を往来する大型船舶が1日100隻以上通航するなど大変混雑する航路となっている。他にも漁船など小型船舶も通航する事から、伊良湖水道は外国船舶や1万総トン以上の船舶に水先人の乗船を義務付けた「強制水先区」に指定されており、伊勢湾海上交通センターが大型船の航路管制を行っている。

画像内の文字はそれぞれ各項目へリンクしています
神　　島
↑
伊
良
湖
岬
渥　　美　　半　　島
志　　　摩　　　半　　　島
遠　州　灘　（太平洋）
画像ファイル（環境により文字がずれることもあります）